# Tyranneutes
Genre
Tyranneutes est un genre d'oiseaux de la famille des Pipridae.

## Liste des espèces
Selon la classification de référence du Congrès ornithologique international (version 6.4, 2016) :
- Tyranneutes stolzmanni (Hellmayr, 1906) — Manakin nain
- Tyranneutes virescens (Pelzeln, 1868) — Manakin minuscule